# Theodahad
Theodahad (Tauresium, rond 480 - december 536), een neef van Theodorik de Grote, was van 534 tot 536 koning der Ostrogoten. Hij is waarschijnlijk samen met Theodorik naar Italië getrokken.
Met het overlijden van koning Athalarik in 534 werd diens moeder Amalaswintha koningin van de Ostrogoten. Zij regeerde samen met haar neef Theodahad, maar in 535 zette hij haar gevangen op een eiland in het Meer van Bolsena. Zij werd nog in datzelfde jaar vermoord. Theodahad werd als verdachte beschouwd. Voor keizer Justinianus I, die een nauwe diplomatieke band had met Amalaswintha, was dit aanleiding om Italië binnen te vallen. De aanval van de Byzantijnse generaal Belisarius zou het begin worden van de Gotische oorlogen.
Theodahad werd vervolgens in opdracht van Witiges vermoord in 536. Deze laatste volgde hem op als koning.
Theodahad was bekend om zijn voorliefde voor de neoplatoonse filosofie en poezië. Hij was minder geïnteresseerd in oorlogszaken, hetgeen als een reden voor zijn ondergang wordt genoemd.
Achiulf · Alatheus · Athalarik  · Andag · Amalasuntha · Athanarik · Erarik · Ermanarik · Ildibad · Odotheus . Radegast · Safrax · Teia · Theodahad · Theodorik de Grote · Theodorik de Oudere · Thiudimir · Totila · Valamir · Videricius · Vidimir · Vithimiris · Witiges